# Hygieneampel
Die Hygieneampel soll in der Bundesrepublik Deutschland ein Transparenzsystem sein, das die Prüfergebnisse amtlicher Lebensmittelkontrollen sichtbar macht. Damit könnten sich Verbraucher über die hygienischen Zustände in Gastronomiebetrieben informieren. Kritikern zufolge setzt eine solche Hygieneampel eine ständige und flächendeckende Überwachung voraus, die von den Ländern mit den jetzigen Ressourcen nicht zu leisten sei.

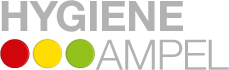
Hygieneampel

## Hintergrund und Status
Bisher haben Verbraucher wenig Möglichkeiten, sich über die Hygiene in Restaurants und Gaststätten zu informieren. Am 19. Mai 2011 haben die Verbraucherschutzminister der Länder deshalb die Einführung eines Kontroll- und Bewertungssystems beschlossen. Bis auf Bayern stimmten alle Länder für die Einführung des Systems. Damit die Hygieneampel bundesweit umgesetzt werden kann, muss das Bundesverbraucherschutzministerium ein Gesetz dazu ausarbeiten. Bundesverbraucherministerin Ilse Aigner (CSU) hatte kurz nach der Entscheidung der Länderverbraucherschutzminister ihre Unterstützung signalisiert. Obwohl die Hygieneampel seit 2010 im Gespräch ist, liegt bisher (Stand 2/2016) immer noch kein Gesetzesentwurf vor.

## Inhalte und Funktion

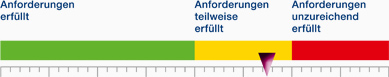
Bewertungsskala

Das Kontrollsystem bezieht sich vor allem auf die Betriebshygiene, den Umgang mit Lebensmitteln sowie deren Qualität und die Eigenkontrolle des Unternehmens. Die erste Bewertung erfolgt nach Aktenlage. Das heißt, es werden die Kontrollen der letzten 12 Monate für die Einstufung der Risikoklassen herangezogen. Grundlage für die weitere Bewertung bilden die Ergebnisse der letzten vier Lebensmittelkontrollen, die mittels einer Farbskala sichtbar gemacht werden. Ein Pfeil zeigt die Bewertung des Betriebes im Balkendiagramm an. Dabei steht Grün für keine oder geringfügige Mängel, Gelb für mittlere und Rot für schwerwiegende Beanstandungen. Die Kennzeichnung erfolgt gut sichtbar direkt am Lokal oder bei wenig Kundenkontakt (beispielsweise Pizza-Lieferdienste) im Internet.
Das Inkrafttreten der Rechtsgrundlage war für das Jahr 2013 geplant, dies scheiterte aber an Ilse Aigner. Daher ging am 5. Dezember 2013 nur eine Testversion in Bielefeld und Duisburg an den Start. Nach der Einführung für Restaurants und Gaststätten sollte das Kontrollsystem dann auch für Bäckereien und Metzgereien und schließlich für den Lebensmitteleinzelhandel inklusive Großküchen und Wochenmärkte eingeführt werden.
| Risikoklassen | Kontrollfrequenz                 |
| ------------- | -------------------------------- |
| RK 1          | täglich bis wöchentlich          |
| RK 2          | wöchentlich bis monatlich        |
| RK 3          | monatlich bis vierteljährlich    |
| RK 4          | vierteljährlich bis halbjährlich |
| RK 5          | halbjährlich bis jährlich        |
| RK 6          | jährlich bis 1,5-jährlich        |
| RK 7          | 1,5-jährlich bis zweijährlich    |
| RK 8          | zweijährlich bis dreijährlich    |
| RK 9          | dreijährlich bis fünfjährlich    |

## Ähnliche Kontrollsysteme
In Dänemark gibt es seit 2001 ein ähnliches System, das als Vorbild für die Hygieneampel dient. Das System arbeitet mit vier verschiedenen Smileys von lachend bis traurig, die Aufschluss über die Hygienezustände im jeweiligen Betrieb geben. Untersuchungen zeigen, dass das Smiley-System Wirkung zeigt. Kontrollen fallen insgesamt positiver aus, die Hygiene in den Betrieben hat sich deutlich verbessert. Die Unternehmen tun alles dafür, um eine positive Auszeichnung zu bekommen.

## Kritik
Scharfe Kritik an der geplanten Einführung der Hygieneampel kommt vom deutschen Hotel- und Gaststättenverband (DEHOGA). Der Verband bemängelt, dass nicht genug Lebensmittelkontrolleure zur Verfügung stehen und es sich bei der Kontrolle nur um eine Momentaufnahme handelt. So müssten unter Umständen Gastronomen über Monate eine schlechte Bewertung akzeptieren, auch wenn die beanstandeten Mängel längst beseitigt sind.